# Marquesado de la Valdavia
El marquesado de la Valdavia es un señorío territorial hereditario, creado el 13 de junio de 1879 durante el reinado de Alfonso XII de España. El primer titular del marquesado de la Valdavia fue Josefa Lamadrid Cosío y Manrique de la Vega.

## Historia
El 23 de abril de 1883, siendo ministro de Gracia y Justicia Vicente Romero Girón, el rey don Alfonso XII de España expidió el decreto que dice:

Deseando dar una señalada prueba de mi real aprecio a doña Josefa Lamadrid Cosío y Manrique de la Vega, por sus relevantes servicios en pro de la agricultura, de la beneficencia y de la riqueza pública, oído el Consejo de Estado en pleno, con arreglo a lo dispuesto por mi Real Decreto de 13 de junio de 1879, conformándome con el dictamen de dicho Alto Cuerpo y de acuerdo con el parecer del Consejo de Ministros, vengo en hacer a la Excma. Sra. doña Josefa Lamadrid Cosío y Manrique de la Vega de título de Reino con la denominación de Marquesa de la Valdavia para sí, sus hijos y sucesores.

El despacho, firmado por Alfonso XII el 25 de junio siguiente, reitera las razones que movieron la voluntad real para tan "señalada prueba" de aprecio. Añade:

En consecuencia, encargo a mi muy admirada y cara hija la Princesa de Asturias y mando a los Infantes, prelados, grandes y títulos del Reino, comendadores de las Ordenes militares, generales y jefes de Ejército y de la Armada, presidentes y magistrados del Tribunal Supremo y de las Audiencias, gobernadores de las provincias, jueces, alcaldes, ayuntamientos, y demás autoridades y corporaciones y personas particulares a quienes corresponda, que os reciban y tengan por tal Marquesa de la Valdavia, como yo desde ahora os nombro y titulo, os guarden y hagan guardar todas las honras y preeminencias que deben guardarse a los títulos del Reino".

## Marqueses de la Valdavia
|                          | Titular                                             |                          |
| Creación por Alfonso XII | Creación por Alfonso XII                            | Creación por Alfonso XII |
| ------------------------ | --------------------------------------------------- | ------------------------ |
| I                        | Josefa Lamadrid Cosío y Manrique de la Vega (†1891) | 1883-1891                |
| II                       | Mariano Osorio y Lamadrid (1850-1898)               | 1894-1898                |
| III                      | Mariano Osorio y Arévalo (1889-1969)                | 1898-1969                |
| IV                       | Juan Luis Osorio y Ahumada (1922-2013)              | 1971-2013                |
| V                        | Sara María de Torres Lera                           | 2017-                    |